# Soubès
Soubès är en kommun i departementet Hérault i regionen Occitanien i södra Frankrike. Kommunen ligger i kantonen Lodève som tillhör arrondissementet Lodève. År 2022 hade Soubès 954 invånare.

## Befolkningsutveckling
Antalet invånare i kommunen Soubès
Referens:INSEE